# Arik Benado
Arik Benado (Haifa, 5 dicembre 1973) è un allenatore di calcio ed ex calciatore israeliano, di ruolo difensore.

## Palmarès

### Giocatore

#### Club
- Campionato israeliano: 8

Maccabi Haifa: 1993-1994, 2000-2001, 2001-2002, 2003-2004, 2004-2005, 2005-2006
Beitar Gerusalemme: 2006-2007, 2007-2008
- Coppa di Israele: 4

Maccabi Haifa: 1992-1993, 1997-1998
Beitar Gerusalemme: 2007-2008, 2008-2009
- Coppa Toto: 4

Maccabi Haifa: 1993-1994, 2002-2003, 2005-2006
Beitar Gerusalemme: 2009-2010